# Danh sách di tích tỉnh Thái Bình
Đây là danh sách những di tích tại tỉnh Thái Bình: 

## Danh sách tổng quát
| STT | Di tích                                                                          | Địa chỉ | Huyện/thành phố     | Cấp      | Hạng mục | Chú thích |
| --- | -------------------------------------------------------------------------------- | ------- | ------------------- | -------- | -------- | --------- |
| 1   | Chùa Đoan Túc                                                                    |         | Thành phố Thái Bình | Quốc gia |          |           |
| 2   | Đình Tống Thỏ                                                                    |         | Thành phố Thái Bình | Quốc gia |          |           |
| 3   | Từ đường họ Tống                                                                 |         | Thành phố Thái Bình | Tỉnh     |          |           |
| 4   | Đền Quan                                                                         |         | Thành phố Thái Bình | Tỉnh     |          |           |
| 5   | Đình Bo                                                                          |         | Thành phố Thái Bình | Tỉnh     |          |           |
| 6   | Chùa Chanh                                                                       |         | Thành phố Thái Bình | Tỉnh     |          |           |
| 7   | Đình, Chùa Đại Lai                                                               |         | Thành phố Thái Bình | Tỉnh     |          |           |
| 8   | Chùa Bồ Xuyên                                                                    |         | Thành phố Thái Bình | Tỉnh     |          |           |
| 9   | Đình Nhân Thanh                                                                  |         | Thành phố Thái Bình | Tỉnh     |          |           |
| 10  | Đình, Chùa Tống Vũ                                                               |         | Thành phố Thái Bình | Tỉnh     |          |           |
| 11  | Chùa Phú Lạc                                                                     |         | Thành phố Thái Bình | Tỉnh     |          |           |
| 12  | Đình Hiệp Trung                                                                  |         | Thành phố Thái Bình | Tỉnh     |          |           |
| 13  | Đình Lạc Đạo                                                                     |         | Thành phố Thái Bình | Tỉnh     |          |           |
| 14  | Chùa San                                                                         |         | Thành phố Thái Bình | Tỉnh     |          |           |
| 15  | Miếu Vua Lãm                                                                     |         | Thành phố Thái Bình | Tỉnh     |          |           |
| 16  | Chùa Ngái                                                                        |         | Thành phố Thái Bình | Tỉnh     |          |           |
| 17  | Đền, Chùa Gia Lễ                                                                 |         | Thành phố Thái Bình | Tỉnh     |          |           |
| 18  | Đình, Chùa Xuân Thọ                                                              |         | Thành phố Thái Bình | Tỉnh     |          |           |
| 19  | Đình Nam Thọ                                                                     |         | Thành phố Thái Bình | Tỉnh     |          |           |
| 20  | Chùa Keo                                                                         |         | Thành phố Thái Bình | Tỉnh     |          |           |
| 21  | Cầu Tân Đệ                                                                       |         | Thành phố Thái Bình | Tỉnh     |          |           |
| 22  | Biển Đồng Châu                                                                   |         | Thành phố Thái Bình | Tỉnh     |          |           |
| 23  | Miếu Bắc                                                                         |         | Huyện Đông Hưng     | Quốc gia |          |           |
| 24  | Đình, Miếu Hậu Trung, Miếu Hậu Thượng                                            |         | Huyện Đông Hưng     | Quốc gia |          |           |
| 25  | Chùa Thiên Quý                                                                   |         | Huyện Đông Hưng     | Quốc gia |          |           |
| 26  | Chùa Đọ                                                                          |         | Huyện Đông Hưng     | Quốc gia |          |           |
| 27  | Đình, Nghè Cổ Dũng                                                               |         | Huyện Đông Hưng     | Quốc gia |          |           |
| 28  | Đình, Chùa, Lăng Thượng Liệt                                                     |         | Huyện Đông Hưng     | Quốc gia |          |           |
| 29  | Đình Lưu                                                                         |         | Huyện Đông Hưng     | Quốc gia |          |           |
| 30  | Từ đường Đào Vũ Thường                                                           |         | Huyện Đông Hưng     | Quốc gia |          |           |
| 31  | Từ đường Phạm Huy Quang                                                          |         | Huyện Đông Hưng     | Quốc gia |          |           |
| 32  | Đình, Chùa, Miếu Bình Cách                                                       |         | Huyện Đông Hưng     | Quốc gia |          |           |
| 33  | Làng Kháng chiến Nguyên Xá, Nghĩa trang liệt sĩ Đông Hưng                        |         | Huyện Đông Hưng     | Quốc gia |          |           |
| 34  | Lăng Thái Bảo                                                                    |         | Huyện Đông Hưng     | Quốc gia |          |           |
| 35  | Đình Kênh                                                                        |         | Huyện Đông Hưng     | Quốc gia |          |           |
| 36  | Đền Tiên Truật                                                                   |         | Huyện Đông Hưng     | Quốc gia |          |           |
| 37  | Đình Lịch Động                                                                   |         | Huyện Đông Hưng     | Quốc gia |          |           |
| 38  | Đình Tàu                                                                         |         | Huyện Đông Hưng     | Quốc gia |          |           |
| 39  | Từ đường Thượng thư Lương Quy Chính                                              |         | Huyện Đông Hưng     | Quốc gia |          |           |
| 40  | Chùa Cần Tu                                                                      |         | Huyện Đông Hưng     | Quốc gia |          |           |
| 41  | Đình Phú Xuân                                                                    |         | Huyện Đông Hưng     | Tỉnh     |          |           |
| 42  | Chùa Tống Khê                                                                    |         | Huyện Đông Hưng     | Tỉnh     |          |           |
| 43  | Đình, Chùa Hội Châu                                                              |         | Huyện Đông Hưng     | Tỉnh     |          |           |
| 44  | Miếu Hội                                                                         |         | Huyện Đông Hưng     | Tỉnh     |          |           |
| 45  | Đình Bến Hòa                                                                     |         | Huyện Đông Hưng     | Tỉnh     |          |           |
| 46  | Miếu Đại Vương                                                                   |         | Huyện Đông Hưng     | Tỉnh     |          |           |
| 47  | Miếu Thái Hòa                                                                    |         | Huyện Đông Hưng     | Tỉnh     |          |           |
| 48  | Đình Hoành Từ                                                                    |         | Huyện Đông Hưng     | Tỉnh     |          |           |
| 49  | Đình An Lễ                                                                       |         | Huyện Đông Hưng     | Tỉnh     |          |           |
| 50  | Đình Phạm                                                                        |         | Huyện Đông Hưng     | Tỉnh     |          |           |
| 51  | Chùa Quán Xá                                                                     |         | Huyện Đông Hưng     | Tỉnh     |          |           |
| 52  | Chùa Lãm Khê                                                                     |         | Huyện Đông Hưng     | Tỉnh     |          |           |
| 53  | Đình Thanh Long                                                                  |         | Huyện Đông Hưng     | Tỉnh     |          |           |
| 54  | Chùa Long Bối                                                                    |         | Huyện Đông Hưng     | Tỉnh     |          |           |
| 55  | Đình Đìa                                                                         |         | Huyện Đông Hưng     | Tỉnh     |          |           |
| 56  | Đền Thánh Mẫu                                                                    |         | Huyện Đông Hưng     | Tỉnh     |          |           |
| 57  | Từ đương họ Đặng                                                                 |         | Huyện Đông Hưng     | Tỉnh     |          |           |
| 58  | Miếu, Chùa Duyên Tục                                                             |         | Huyện Đông Hưng     | Tỉnh     |          |           |
| 59  | Đình Bá Thôn                                                                     |         | Huyện Đông Hưng     | Tỉnh     |          |           |
| 60  | Đình Hưng Đạo                                                                    |         | Huyện Đông Hưng     | Tỉnh     |          |           |
| 61  | Đình Thuần Túy                                                                   |         | Huyện Đông Hưng     | Tỉnh     |          |           |
| 62  | Miếu Giàng                                                                       |         | Huyện Đông Hưng     | Tỉnh     |          |           |
| 63  | Đình Hùng Việt                                                                   |         | Huyện Đông Hưng     | Tỉnh     |          |           |
| 64  | Miếu, Chùa Tầm Phương                                                            |         | Huyện Đông Hưng     | Tỉnh     |          |           |
| 65  | Đền, Lăng Phạm Huy Đĩnh                                                          |         | Huyện Đông Hưng     | Tỉnh     |          |           |
| 66  | Chùa Cả                                                                          |         | Huyện Đông Hưng     | Tỉnh     |          |           |
| 67  | Đình Thượng Phú                                                                  |         | Huyện Đông Hưng     | Tỉnh     |          |           |
| 68  | Đình Cố Hội                                                                      |         | Huyện Đông Hưng     | Tỉnh     |          |           |
| 69  | Đền Sảnh                                                                         |         | Huyện Đông Hưng     | Tỉnh     |          |           |
| 70  | Chùa Lan                                                                         |         | Huyện Đông Hưng     | Tỉnh     |          |           |
| 71  | Đình Sồng                                                                        |         | Huyện Đông Hưng     | Tỉnh     |          |           |
| 72  | Đình Quán                                                                        |         | Huyện Đông Hưng     | Tỉnh     |          |           |
| 73  | Từ đường Phạm Đình                                                               |         | Huyện Đông Hưng     | Tỉnh     |          |           |
| 74  | Đình Đồng Lạng                                                                   |         | Huyện Đông Hưng     | Tỉnh     |          |           |
| 75  | Đình Nha                                                                         |         | Huyện Đông Hưng     | Tỉnh     |          |           |
| 76  | Từ đường Bùi Đăng                                                                |         | Huyện Đông Hưng     | Tỉnh     |          |           |
| 77  | Đình Quốc Tuấn                                                                   |         | Huyện Đông Hưng     | Tỉnh     |          |           |
| 78  | Miếu Đại Vương                                                                   |         | Huyện Đông Hưng     | Tỉnh     |          |           |
| 79  | Từ đường Bùi Văn                                                                 |         | Huyện Đông Hưng     | Tỉnh     |          |           |
| 80  | Từ đường Vũ Gia                                                                  |         | Huyện Đông Hưng     | Tỉnh     |          |           |
| 81  | Đình Long Bối                                                                    |         | Huyện Đông Hưng     | Tỉnh     |          |           |
| 82  | Đình Phong Lôi                                                                   |         | Huyện Đông Hưng     | Tỉnh     |          |           |
| 83  | Miếu, Chùa Phong Lôi                                                             |         | Huyện Đông Hưng     | Tỉnh     |          |           |
| 84  | Chùa Thổ Khối                                                                    |         | Huyện Đông Hưng     | Tỉnh     |          |           |
| 85  | Chùa Quài                                                                        |         | Huyện Đông Hưng     | Tỉnh     |          |           |
| 86  | Chùa Cổ Cốc                                                                      |         | Huyện Đông Hưng     | Tỉnh     |          |           |
| 87  | Chùa Bơn                                                                         |         | Huyện Đông Hưng     | Tỉnh     |          |           |
| 88  | Đình Cao Mỗ                                                                      |         | Huyện Đông Hưng     | Tỉnh     |          |           |
| 89  | Chùa Đông An                                                                     |         | Huyện Đông Hưng     | Tỉnh     |          |           |
| 90  | Từ đường, Lăng mộ nhà Bác học Lê Quý Đôn                                         |         | Huyện Hưng Hà       | Quốc gia |          |           |
| 91  | Đền Mầu Tiên La                                                                  |         | Huyện Hưng Hà       | Quốc gia |          |           |
| 92  | Đền Buộm, Đền Rẫy, Nhà thờ Tiên Tiến                                             |         | Huyện Hưng Hà       | Quốc gia |          |           |
| 93  | Đền Lưu Xá, Đền Bảo Quốc                                                         |         | Huyện Hưng Hà       | Quốc gia |          |           |
| 94  | Lăng tẩm Vương triều Trần                                                        |         | Huyện Hưng Hà       | Quốc gia |          |           |
| 95  | Đền thờ Trạng nguyên Phạm Đôn Lễ                                                 |         | Huyện Hưng Hà       | Quốc gia |          |           |
| 96  | Đền Quốc Mẫu, Lăng, Đình Thờ Thái sư Trần Thủ Độ, Linh từ Quốc mẫu Trần Thị Dung |         | Huyện Hưng Hà       | Quốc gia |          |           |
| 97  | Đình, Miếu, Chùa Diệc                                                            |         | Huyện Hưng Hà       | Quốc gia |          |           |
| 98  | Đình Khả                                                                         |         | Huyện Hưng Hà       | Quốc gia |          |           |
| 99  | Đình, Chùa Hú                                                                    |         | Huyện Hưng Hà       | Quốc gia |          |           |
| 100 | Từ đường thờ TS Nguyễn Tông Quai                                                 |         | Huyện Hưng Hà       | Quốc gia |          |           |
| 101 | Đình, Đền Cổ Trai                                                                |         | Huyện Hưng Hà       | Quốc gia |          |           |
| 102 | Đình Ngừ                                                                         |         | Huyện Hưng Hà       | Quốc gia |          |           |
| 103 | Đình Thọ Phú                                                                     |         | Huyện Hưng Hà       | Quốc gia |          |           |
| 104 | Đình Xuân Lôi                                                                    |         | Huyện Hưng Hà       | Quốc gia |          |           |
| 105 | Đình, Đền Thanh Lãng                                                             |         | Huyện Hưng Hà       | Quốc gia |          |           |
| 106 | Đình, Chùa Hoàng Nông                                                            |         | Huyện Hưng Hà       | Tỉnh     |          |           |
| 107 | Từ đường họ Đinh                                                                 |         | Huyện Hưng Hà       | Tỉnh     |          |           |
| 108 | Đền Vĩnh Truyền                                                                  |         | Huyện Hưng Hà       | Tỉnh     |          |           |
| 109 | Đình Phương La                                                                   |         | Huyện Hưng Hà       | Tỉnh     |          |           |
| 110 | Đình Cao Tháp                                                                    |         | Huyện Hưng Hà       | Tỉnh     |          |           |
| 111 | Cụm di tích Đình Bái, Trung Đình                                                 |         | Huyện Hưng Hà       | Tỉnh     |          |           |
| 112 | Đình thôn Châu                                                                   |         | Huyện Hưng Hà       | Tỉnh     |          |           |
| 113 | Đình Phụng Công                                                                  |         | Huyện Hưng Hà       | Tỉnh     |          |           |
| 114 | Đình Me                                                                          |         | Huyện Hưng Hà       | Tỉnh     |          |           |
| 115 | Đình Trang                                                                       |         | Huyện Hưng Hà       | Tỉnh     |          |           |
| 116 | Đình Bổng Thôn                                                                   |         | Huyện Hưng Hà       | Tỉnh     |          |           |
| 117 | Đình Hào Hú                                                                      |         | Huyện Hưng Hà       | Tỉnh     |          |           |
| 118 | Miếu Lộc Thọ                                                                     |         | Huyện Hưng Hà       | Tỉnh     |          |           |
| 119 | Đền Trần                                                                         |         | Huyện Hưng Hà       | Tỉnh     |          |           |
| 120 | Đình Kiều Trai                                                                   |         | Huyện Hưng Hà       | Tỉnh     |          |           |
| 121 | Đình Làng Bùi                                                                    |         | Huyện Hưng Hà       | Tỉnh     |          |           |
| 122 | Đình Hạ Lang                                                                     |         | Huyện Hưng Hà       | Tỉnh     |          |           |
| 123 | Đình Vũ Thôn                                                                     |         | Huyện Hưng Hà       | Tỉnh     |          |           |
| 124 | Đền, Đình Ngũ                                                                    |         | Huyện Hưng Hà       | Tỉnh     |          |           |
| 125 | Miếu Mậu Lâm                                                                     |         | Huyện Hưng Hà       | Tỉnh     |          |           |
| 126 | Cụm Di Tích Lịch Sử Văn Hóa Miếu Chùa Thôn Chí Linh                              |         | Huyện Hưng Hà       | Tỉnh     |          |           |
| 127 | Đền Khánh Lai                                                                    |         | Huyện Hưng Hà       | Tỉnh     |          |           |
| 128 | Đình Quán                                                                        |         | Huyện Hưng Hà       | Tỉnh     |          |           |
| 129 | Đình Thượng Ngàn                                                                 |         | Huyện Hưng Hà       | Tỉnh     |          |           |
| 130 | Đình Tịnh Xuyên                                                                  |         | Huyện Hưng Hà       | Tỉnh     |          |           |
| 131 | Chùa Đìa                                                                         |         | Huyện Hưng Hà       | Tỉnh     |          |           |
| 132 | Đình, Miếu Tống Xuyên                                                            |         | Huyện Hưng Hà       | Tỉnh     |          |           |
| 133 | Đình, Chùa Hợp Đông                                                              |         | Huyện Hưng Hà       | Tỉnh     |          |           |
| 134 | Đình, Chùa Đồng Lâm                                                              |         | Huyện Hưng Hà       | Tỉnh     |          |           |
| 135 | Đình, Chùa Hoành Mỹ                                                              |         | Huyện Hưng Hà       | Tỉnh     |          |           |
| 136 | Đình Nguộm                                                                       |         | Huyện Hưng Hà       | Tỉnh     |          |           |
| 137 | Đền Vân Đài                                                                      |         | Huyện Hưng Hà       | Tỉnh     |          |           |
| 138 | Miếu, Đền Tứ Xã                                                                  |         | Huyện Hưng Hà       | Tỉnh     |          |           |
| 139 | Đền Đồng Hàn                                                                     |         | Huyện Hưng Hà       | Tỉnh     |          |           |
| 140 | Từ đường họ Trần Ích                                                             |         | Huyện Hưng Hà       | Tỉnh     |          |           |
| 141 | Từ đường Nguyễn Văn                                                              |         | Huyện Hưng Hà       | Tỉnh     |          |           |
| 142 | Miếu Tân Hà                                                                      |         | Huyện Hưng Hà       | Tỉnh     |          |           |
| 143 | Đình Khống                                                                       |         | Huyện Hưng Hà       | Tỉnh     |          |           |
| 144 | Đình, Miếu thôn Sòi                                                              |         | Huyện Hưng Hà       | Tỉnh     |          |           |
| 145 | Đình Nhuệ                                                                        |         | Huyện Hưng Hà       | Tỉnh     |          |           |
| 146 | Trường Vi Sỹ                                                                     |         | Huyện Hưng Hà       | Tỉnh     |          |           |
| 147 | Đình Duyên Lãng                                                                  |         | Huyện Hưng Hà       | Tỉnh     |          |           |
| 148 | Đình Thượng Lãng                                                                 |         | Huyện Hưng Hà       | Tỉnh     |          |           |
| 149 | Đền Vua Lê                                                                       |         | Huyện Hưng Hà       | Tỉnh     |          |           |
| 150 | Đình Thượng Đồng                                                                 |         | Huyện Hưng Hà       | Tỉnh     |          |           |
| 151 | Đình, Chùa Xuân Trúc                                                             |         | Huyện Hưng Hà       | Tỉnh     |          |           |
| 152 | Chùa Phụng Công                                                                  |         | Huyện Hưng Hà       | Tỉnh     |          |           |
| 153 | Đình, Chùa, Phủ Triều Quyến                                                      |         | Huyện Hưng Hà       | Tỉnh     |          |           |
| 154 | Đình Hiệu Phú                                                                    |         | Huyện Hưng Hà       | Tỉnh     |          |           |
| 155 | Chùa Nhân Phú                                                                    |         | Huyện Hưng Hà       | Tỉnh     |          |           |
| 156 | Nhà lưu niệm Văn thân Nguyễn Mậu Kiến                                            |         | Huyện Kiến Xương    | Quốc gia |          |           |
| 157 | Đình Lai Vi                                                                      |         | Huyện Kiến Xương    | Quốc gia |          |           |
| 158 | Đền Mộ Đạo, Đền Cả                                                               |         | Huyện Kiến Xương    | Quốc gia |          |           |
| 159 | Nhà thờ Tứ Quận Công và Văn thân Nguyễn Năng Thế                                 |         | Huyện Kiến Xương    | Quốc gia |          |           |
| 160 | Đình Thượng Phúc                                                                 |         | Huyện Kiến Xương    | Quốc gia |          |           |
| 161 | Đình Luật Nội, Đình Luật Ngoại                                                   |         | Huyện Kiến Xương    | Quốc gia |          |           |
| 162 | Đền Đông Sàn                                                                     |         | Huyện Kiến Xương    | Quốc gia |          |           |
| 163 | Cơ sỏ Xứ ủy Bắc Kỳ                                                               |         | Huyện Kiến Xương    | Quốc gia |          |           |
| 164 | Chùa Lãng Đông                                                                   |         | Huyện Kiến Xương    | Quốc gia |          |           |
| 165 | Đình Cả                                                                          |         | Huyện Kiến Xương    | Quốc gia |          |           |
| 166 | Đền Tổ                                                                           |         | Huyện Kiến Xương    | Quốc gia |          |           |
| 167 | Đình Lại Trì                                                                     |         | Huyện Kiến Xương    | Quốc gia |          |           |
| 168 | Chùa Am                                                                          |         | Huyện Kiến Xương    | Quốc gia |          |           |
| 169 | Đình Son                                                                         |         | Huyện Kiến Xương    | Quốc gia |          |           |
| 170 | Chùa Thượng Cầm                                                                  |         | Huyện Kiến Xương    | Tỉnh     |          |           |
| 171 | Đình Lạc Ấp                                                                      |         | Huyện Kiến Xương    | Tỉnh     |          |           |
| 172 | Đình Trung Lũy                                                                   |         | Huyện Kiến Xương    | Tỉnh     |          |           |
| 173 | Từ đường họ Phạm                                                                 |         | Huyện Kiến Xương    | Tỉnh     |          |           |
| 174 | Từ đường họ Phạm Văn Thôn Đại Điền                                               |         | Huyện Kiến Xương    | Tỉnh     |          |           |
| 175 | Đình Trà Xương Đông                                                              |         | Huyện Kiến Xương    | Tỉnh     |          |           |
| 176 | Đình An Cơ                                                                       |         | Huyện Kiến Xương    | Tỉnh     |          |           |
| 177 | Đình, Chùa Lai Thành                                                             |         | Huyện Kiến Xương    | Tỉnh     |          |           |
| 178 | Đền Đông                                                                         |         | Huyện Kiến Xương    | Tỉnh     |          |           |
| 179 | Đình, Chùa Nam Thanh                                                             |         | Huyện Kiến Xương    | Tỉnh     |          |           |
| 180 | Từ đường họ Bùi Xuân                                                             |         | Huyện Kiến Xương    | Tỉnh     |          |           |
| 181 | Từ đường họ Nguyễn Phúc                                                          |         | Huyện Kiến Xương    | Tỉnh     |          |           |
| 182 | Đình, Chùa Phú Mỹ                                                                |         | Huyện Kiến Xương    | Tỉnh     |          |           |
| 183 | Đền Vua Rộc                                                                      |         | Huyện Kiến Xương    | Tỉnh     |          |           |
| 184 | Chùa Phúc Lâm                                                                    |         | Huyện Kiến Xương    | Tỉnh     |          |           |
| 185 | Chùa Tây Phúc                                                                    |         | Huyện Kiến Xương    | Tỉnh     |          |           |
| 186 | Từ đường Phạm Văn Đê                                                             |         | Huyện Kiến Xương    | Tỉnh     |          |           |
| 187 | Đền Bạt, Trung, Ngoại                                                            |         | Huyện Kiến Xương    | Tỉnh     |          |           |
| 188 | Đình, Chùa Thái Công                                                             |         | Huyện Kiến Xương    | Tỉnh     |          |           |
| 189 | Đình Sơn Trình                                                                   |         | Huyện Kiến Xương    | Tỉnh     |          |           |
| 190 | Đình Ngái                                                                        |         | Huyện Kiến Xương    | Tỉnh     |          |           |
| 191 | Đền Đông Thổ                                                                     |         | Huyện Kiến Xương    | Tỉnh     |          |           |
| 192 | Từ đường Trần Ngọc Dư                                                            |         | Huyện Kiến Xương    | Tỉnh     |          |           |
| 193 | Từ đường họ Hoàng                                                                |         | Huyện Kiến Xương    | Tỉnh     |          |           |
| 194 | Từ đường họ Trần                                                                 |         | Huyện Kiến Xương    | Tỉnh     |          |           |
| 195 | Từ đường họ Lại                                                                  |         | Huyện Kiến Xương    | Tỉnh     |          |           |
| 196 | Chùa Thanh Quang                                                                 |         | Huyện Kiến Xương    | Tỉnh     |          |           |
| 197 | Chùa Hanh Cù                                                                     |         | Huyện Kiến Xương    | Tỉnh     |          |           |
| 198 | Đình Cao Mại Nhân                                                                |         | Huyện Kiến Xương    | Tỉnh     |          |           |
| 199 | Đình Đa Cốc                                                                      |         | Huyện Kiến Xương    | Tỉnh     |          |           |
| 200 | Đình Hữu Triệt                                                                   |         | Huyện Kiến Xương    | Tỉnh     |          |           |
| 201 | Đình Thượng Hiền                                                                 |         | Huyện Kiến Xương    | Tỉnh     |          |           |
| 202 | Miếu Nguyệt Giám                                                                 |         | Huyện Kiến Xương    | Tỉnh     |          |           |
| 203 | Đình Đông Trà                                                                    |         | Huyện Kiến Xương    | Tỉnh     |          |           |
| 204 | Chùa Lai Vi                                                                      |         | Huyện Kiến Xương    | Tỉnh     |          |           |
| 205 | Đình Đông                                                                        |         | Huyện Kiến Xương    | Tỉnh     |          |           |
| 206 | Đền Đại Chúng                                                                    |         | Huyện Kiến Xương    | Tỉnh     |          |           |
| 207 | Từ đường Trần Đăng Quỹ                                                           |         | Huyện Kiến Xương    | Tỉnh     |          |           |
| 208 | Đình, Chùa Dương Liễu Trại                                                       |         | Huyện Kiến Xương    | Tỉnh     |          |           |

## Huyện Quỳnh Phụ
Di tích cấp quốc gia
1 Đền Đồng Bằng
2 Miếu Hòe Thị
3 Đình, Đền, Chùa La Vân, Chùa Cổng
4 Đình Đông Linh
5 Đền Lộng Khê
6 Đền Năm thôn
7 Đền Ngọc Quế
8 Đền Hồng Phong
9 Đình Hiệp Lực
10 Miếu Rọc
11 Chùa Cổ Tuyết
12 Đình, Đền, Bến tượng A Sào
13 Đình Vạn Phúc
14 Đình Vĩnh Phúc
Di tích cấp Tỉnh
1 Đình Nam Đài
2 Đình Câu Xá
3 Chùa Phương Quả
4 Miếu Miễu Go
5 Đình Ngọc Chi
6 Đình Hải An
7 Miếu Cổ Đằng
8 Đình Vược
9 Đình, Đền Vũ Hạ
10 Đình Sổ
11 Đình Bương Thượng
12 Đình Bương Hạ
13 Miếu Hoàng Bà
14 Chùa Địa Đồ
15 Đình, Miếu Hoàng Xá
16 Chùa Mai Trang
17 Đình Trình Yêm
18 Chùa Trang Liễu
19 Chùa Phụng Công
20 Chùa Tài Giá
21 Chùa Lộng Khê
22 Đình Tô Hải
23 Chùa, Miếu Mỹ Xá
24 Đình Vũ Xá
25 Đình, Chùa Cầu Đá
26 Đình An Ký
27 Đình Sài
28 Miếu Phong Xá
29 Đình Đồng Châu
30 Đình, Miếu Vạn Niên
31 Đền Giành
32 Đền Bà Chúa
33 Đình Đà thôn
34 Chùa Đồn Xá
35 Lăng Hưng Nghĩa Hầu
36 Đình Lương Mỹ
37 Đình, Miếu Cổ Tuyết
38 Đình Đông Linh
39 Đình Lý Xá
40 Đền Đồng Tâm
41 Từ đường họ Phạm
42 Đền Quận Công
43 Đình Bồ Trang
44 Miếu Ngọc
45 Đền Bình Ngọc
46 Đình, Chùa Sơn Đồng
47 Đình An Bài
48 Đình, Miếu Trang Đông
49 Đình, Chùa Khả Lang
50 Đình Kỹ Trang
51 Từ đường Nguyễn Quốc
52 Đình Đông Trụ
53 Đình Mỹ Giá
54 Miếu Kiến Quan

## Huyện Thái Thụy
Di tích cấp quốc gia
1 Đình An Cố
2 Khu lưu niệm, Lăng mộ Nguyễn Đức Cảnh
3 Đền Côn Giang, Từ đường họ Quách, Nhà thờ Quách Đình Bảo, Nhà thờ Quách Hữu Nghiêm
4 Nhà lưu niệm Phạm Thế Hiển
5 Đình Phất Lộc
6 Đền Chòi, Chùa Bến, Chùa Chỉ Bồ
7 Đình Vạn Đồn, Đình Lưu Đồn, Đình Tu Trình
8 Đền Hệ
9 Miếu Ba Thôn, Chùa Hưng Quốc
10 Đền Hạ Đồng
11 Miếu Đông
12 Đình Tử Các
13 Từ, Chùa Hoành Sơn
14 Đền Hét
15 Đình Các Đông
16 Đình Bích Đoài
17 Từ Giành
18 Đền Cả
19 Đình An Tiêm
20 Đình Phương Man
21 Miếu Chính
22 Đền thờ Đinh Trinh
Di tích cấp Tỉnh
1 Đình, Đền Vũ Thành
2 Đền, Miếu Cả
3 Phủ Chúa Muối
4 Miếu Khúc Mai
5 Đình Đông
6 Chùa Đông Linh
7 Đình Tuân Nghĩa
8 Đền Vị Thủy
9 Đền, Lăng, Chùa Trung Liệt
10 Đình Đồng Hàn
11 Đền, Chùa Quài
12 Đền Vô Hối
13 Đền Cây Xanh
14 Đình Thọ Cách
15 Đền, Chùa Bái Thượng
16 Đền Mai Diêm
17 Đình Đồng Nhân
18 Từ đường Uông Sỹ Đoan
19 Từ đường Uông Sỹ Điển
20 Đình Chí Thiện
21 Đình Hà My
22 Đình Phú Uyên
23 Đình Đông
24 Đền Bát Trang
25 Đình Cao Sơn
26 Đình Đán
27 Đền Sơn Thọ
28 Đình Hành Lập
29 Đình Đông Thái Học
30 Đình Đoài, Đình Ngọc Thịnh
31 Đền Hóa Tài
32 Chùa Vĩ Long
33 Từ đường Dương Đình Nhân
34 Đình Thượng
35 Chùa Bái
36 Từ đường Nguyễn Công Định
37 Đền An Cố
38 Đình Bổng
39 Chùa Nghiêm Phúc
40 Chùa Quốc Long
41 Đền Tam Long
42 Chùa Phổ Linh
43 Đình Vạn Xuân
44 Đền Tứ Xã
45 Đền, Miếu Vạn Xuân
46 Từ đường Nghiêm Vũ Đăng
47 Từ đường họ Nguyễn Duy Thôn Bùi

## Huyện Tiền Hải
Di tích cấp quốc gia
1 Đình Nho Lâm, Đình Thanh Giám
2 Khu lưu niệm Ngô Quang Bích
3 Khu lưu niệm Bùi Viện
4 Đình Tổ, Nhà thờ Họ Tạ, Chùa Thư Điền
5 Chùa Trung, Mả Bụt
6 Đình Tiểu Hoàng, Đình Ngoại Đê, Lăng Nguyễn Công Trứ
7 Đình Đông Quách
Di tích cấp Tỉnh
1 Đền Đại Phú
2 Khu lưu niệm Vũ Trọng
3 Đình Phong Lan
4 Chùa Định Cư
5 Chùa Lộc Trung
6 Đình Kinh Nguyên
7 Đình Quý Đức Đông
8 Đình Thuận Trường
9 Đình Đức Cơ
10 Đình Quý Đức Tây
11 Nhà thờ họ Trần
12 Nhà thờ họ Phạm
13 Đình, Đền Hải Nhuận
14 Từ đường họ Chu
15 Đình Đông Hoàng
16 Miếu Nội Hon
17 Chùa Minh Châu
18 Đình Vĩnh Ninh
19 Đình Tiên
20 Chùa Đường
21 Đình Đông Trực
22 Miếu Hoàng Giáp
23 Đình, Chùa Nam Đồng
24 Đền Định Cư
25 Chùa Tùng
26 Đền thờ An Dương Vương
27 Từ đường họ Ngô
28 Đình Lạc Thành
29 Đình Long Hồ
30 Từ đường Trần Xuân Sắc
31 Đình Phụ Quách
32 Đền Thờ Hồ Chí Minh
33 Đình, Đền Trung Thành
34 Đình, Đền Thủ Chính
35 Đình Hữu Vi, Đình Cỏ
36 Từ đường Phạm Huy Quang
37 Đình An Cư
38 Đền Trần Hưng Đạo
39 Đình Ái Miên
40 Từ đường họ Ngô
41 Đình, Văn chỉ Đoàn Thượng
42 Đình Thanh Châu
43 Từ đường Tiến sĩ Hoàng Minh
44 Đình Phú Lâm
45 Đình Đông Biên
46 Đền Bái Lương Phú
47 Miếu Mỹ Đức

## Huyện Vũ Thư
Di tích cấp quốc gia
1 Chùa Keo
2 Khu lưu niệm Bác Hồ
3 Miếu Hai Thôn
4 Từ đường Nguyễn Kim Nho
5 Chùa Hội, Đền Thượng
6 Đình, Đền, Chùa Bổng Điền
7 Đền Hương Đường và Lăng mộ Nữ tướng Quế Hoa (Quế Hoa Công Chúa)
8 Đình, Chùa Bách Tính
9 Đình Dũng Thúy
10 Đình Thuận An
11 Đình Phương Cáp
12 Từ đường Hoàng Công Chất
13 Từ đường Bùi Sỹ Tiêm
14 Đình Mỹ Bổng, Đình Mỹ Lộc
15 Chùa Trừng Mại
16 Chùa Đồng Đại
17 Đình La Uyên
Di tích cấp Tỉnh
1 Chùa Đại An
2 Từ thôn Đồng Đức
3 Đình An Thái, Đình Đông, Đình Đoài
4 Đình Trung Hộ
5 Đền Thanh Giám
6 Chùa Hội Am
7 Miếu Nội Thái
8 Đình Nô Ngoại Thái
9 Đình, Chùa Tân Chi Phong
10 Đình, Đền Đại Đồng
11 Từ đường họ Đỗ
12 Miếu Tử Đường
13 Chùa Hộ Quốc
14 Từ đường họ Nguyễn
15 Đình Trung Nhạn
16 Từ đường Đỗ Trung Đê
17 Đình, Chùa Ngô Xá
18 Từ đường Phạm Tư Trực
19 Miếu Phú Chử
20 Từ đường Nguyễn Doãn Cử
21 Đình, Phủ Mỹ Cơ
22 Đình, Đền Thượng Điền
23 Đình Phú Lễ
24 Đình Ngoại Đà Khu
25 Đình Nội Đà Khu
26 Đình Đông Phú Chử
27 Từ đường, Lăng mộ Doãn Uẩn
28 Từ đường, Lăng mộ Doãn Khuê
29 Đền Sáo, Miếu Vua Đinh
30 Đình Hội
31 Miếu Lộc Điền
32 Nhà thờ Tiến sĩ Nguyễn Thư Phúc
33 Từ đường Nguyễn Xuân Huyên
34 Đình Vô Thái
35 Chùa Phúc Tâm